# Българско неделно училище „Зорница“
Българско неделно училище „Зорница“ е училище на българската общност в Кейптаун, Република Южна Африка. Директор на училището е Теодора Алексиева.

## История
Училището е основано на 22 януари 2011 година. За целта е наета класна стая в „Блубергрант училище“, където ежеседмично се провеждат учебни занятия от Теодора Алексиева със съдействието на училищното настоятелство и родителите на децата. От самото начало има 43 деца, които имат желание да изучават български език, както и предложение да се открие и група за предучилищна възраст.